# Rainbach im Innkreis
Rainbach im Innkreis – gmina w Austrii, w kraju związkowym Górna Austria, w powiecie Schärding. Liczy 1506 mieszkańców.